# NGC 6192
NGC 6192 (другие обозначения — OCL 988, ESO 277-SC3) — рассеянное скопление в созвездии Скорпион.
Этот объект входит в число перечисленных в оригинальной редакции «Нового общего каталога».